# فرانك باترسون (مغني)
فرانك باترسون (بالإنجليزية: Frank Patterson) هو مغني ومغني أوبرا أيرلندي، ولد في 5 أكتوبر 1938 في كلونمل ‏ في جمهورية أيرلندا، وتوفي في 10 يونيو 2000 في نيويورك في الولايات المتحدة.

## وصلات خارجية
- فرانك باترسون على موقع IMDb (الإنجليزية)
- فرانك باترسون على موقع ميوزك برينز (الإنجليزية)
- فرانك باترسون على موقع ديسكوغز (الإنجليزية)
- فرانك باترسون على موقع قاعدة بيانات الفيلم (الإنجليزية)